# South Mills (Dundee)

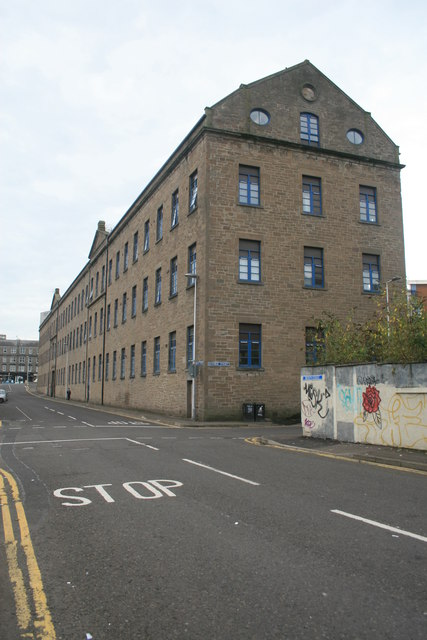
South Mills

Die South Mills waren ein textilproduzierendes Unternehmen in der schottischen Stadt Dundee in der gleichnamigen Council Area. 1987 wurde die Textilmühle in die schottischen Denkmallisten in der höchsten Denkmalkategorie A aufgenommen.

## Geschichte
Im Zuge der industriellen Revolution im 19. Jahrhundert entwickelte sich Dundee zu einem der bedeutendsten Standorten der Textilindustrie im Vereinigten Königreich. Zur Hochzeit im späten 19. Jahrhundert waren dort um 60 Textilmühlen in Betrieb, die mehr als 50.000 Personen beschäftigten. Rund zwei Drittel der Arbeiter waren Frauen.
Die South Mills wurden im Jahre 1825 errichtet. Betreiber war das Unternehmen Brown & Miller. Später ging die Textilmühle an Cunningham & Co. über. Die 1825 errichtete Old Mill ist die zweitälteste erhaltene Textilmühle in Dundee. Die New Mill wurde zwischen 1851 und 1857 errichtet und 1864 und abermals 1874 erweitert. Die South Mills dienten der Verarbeitung von Flachsfaser. 1999 wurde in den zwischenzeitlich aufgelassenen Gebäuden Wohnungen eingerichtet.

## Beschreibung
Die Gebäude stehen zwischen der Session Street und der Brown Street am Westrand des Stadtzentrums von Dundee. Mit den Tay Works und den Verdant Works befinden sich zwei weitere Textilmühlen in der unmittelbaren Umgebung. Die Old Mill erstreckt sich entlang der Session Street. Ihr Mauerwerk besteht aus grob zu Quadern behauenem Bruchstein. Die westexponierte Hauptfassade des zweistöckigen Gebäudes ist 14 Achsen weit. Die Fenster des Obergeschosses sind deutlich größer als jene des Erdgeschosses. Verschiedene Eingangstüren wurden in den 1860er Jahren oder später eingefügt.
Die New Mill erstreckt sich entlang der Brown Street. Bei dem dreistöckigen Gebäude handelt es sich um die drittlängste mehrstöckige Mühle in Dundee. Aus der 33 Achsen weiten Bruchsteinfassade treten drei Risalite schwach heraus. Sie schließen mit Dreiecksgiebeln, die mit Akroterien verziert sind. Entlang der jeweils drei Achsen weiten Risalite sind die Fenster mit Segmentbögen ausgeführt. Im südlichen Risalit, dem ehemaligen Maschinenhaus, wurde um 1930 ein weiter Torweg eingelassen.